# برج النمرة
برج النمرة قرية سورية تتبع ناحية الدانا في منطقة حارم في محافظة إدلب. بلغ عدد سكانها 656 نسمة في عام 2004 حسب إحصاء المكتب المركزي للإحصاء.